# Robin Jones
Robin Dale Jones (St. Louis, 2 febbraio 1954 – Chicago, 16 luglio 2018) è stato un cestista statunitense, professionista nella NBA e in Francia.

## Palmarès
- Campionato NBA: 1

Portland Trail Blazers: 1977